# Manoheptulóza
Manoheptulóza je monosacharid spadající mezi heptózy a ketózy. Alkohol odvozený od tohoto sacharidu se nazývá perseitol.

## Inhibice hexokináz
Manoheptulóza je kompetitivním i nekompetitivním inhibitorem hexokinázy a jaterního izoenzymu glukokinázy.
Narušení funkce hexokinázy brání fosforylaci glukózy, které je prvním krokem glykolýzy, a způsobuje tak zastavení metabolismu glukózy.
V důsledku in vitro inhibice glykolýzy byla manoheptulóza zkoumána jako možný základ nových nutraceutik pro řízení tělesné hmotnosti psů.

## Inhibice vyměšování inzulinu
Manoheptulóza inhibuje vyměšování inzulinu, protože inhibice glykolýzy (a tedy zastavení tvorby glukóza-6-fosfátu) zamezuje nárůstu koncentrace ATP, která je nutná k uzavření KATP kanálů beta buněk slinivky břišní, čímž se zastaví přísun vápenatých iontů a tím i tvorba inzulinu.

## Výskyt
Manoheptulóza se přirozeně vyskytuje ve vojtěšce, avokádu,fících, a prvosenkách. U avokáda může obsah heptóz překračovat desetinu suché hmotnosti. Přestože se předpokládá, že tyto heptózy vznikají během fotosyntézy, tak přesný mechanismus jejich tvorby není znám.